# アルマズベク・アタンバエフ
アルマズベク・シャルシェノヴィチ・アタンバエフ（キルギス語: Алмазбек Шаршен уулу Атамбаев、ロシア語: Алмазбек Шаршенович Атамбаев、1956年9月17日 – ）は、キルギス共和国の政治家である。同国の経済発展・産業・貿易相、首相を経て、2011年から2017年まで同国第4代大統領を務めた。党職ではキルギスタン社会民主党党首、「統合国民運動」議長を歴任した。キルギス人。

## 経歴
1956年、キルギス・ソビエト社会主義共和国（キルギスSSR）のフルンゼ州（現・チュイ州）のアラシャンに生まれた。モスクワの国立経営大学で経済工学、生産管理の学位を取得した。
1980年–1983年、キルギスSSR通信省で技師、フルンゼ市 (現・ビシュケク) で主任技師として勤務。
1983年–1987年、キルギスSSR最高会議幹部会事務局で勤務した。
1987年–1989年、フルンゼ市ペルヴォマイスキー地区執行委員会第一副議長。
1989年、キルギス初の民間企業「フォーラム」を設立した。事業は成功し、同国のGDPの2割を占めるクムトール鉱山と同程度の納税を行っていたという。ロシア、トルコでの事業により大きな富を築いた。

### 政治活動
1993年、キルギス社会民主党の創設メンバーの一人となった。
1995–2000年、キルギス立法府ジョゴルク・ケネシの代議員を務めた。
2000年に大統領選に出馬したが3位に終わった。
2002年ごろからいくつかの事業が閉鎖や売却に追い込まれた。アスカル・アカエフによる締め付けであると語っている。
2005年3月のチューリップ革命によりアカエフが失脚、大統領職を引き継いだクルマンベク・バキエフによって経済発展・産業・貿易相に任命された。2006年4月に辞任。
その後「キルギスアフトマシュ」社長、水力発電会社「サリジャス・エネルゴ」会長を務めた。

### 首相
2007年3月末、アジム・イサベコフの首相辞任を受け、首相に任命された。
10月21日の新憲法採択の国民投票後、政府は総辞職したが、次期ジョゴルク・ケネシ選挙まで首相職を務めた。11月28日に辞任。
2008年12月24日から「統合国民運動」政治局員。
2009年9月9日から「統合国民運動」議長。
2010年4月6日、野党勢力による反政府デモが暴動へと発展した。4月8日、バキエフ大統領が首都ビシュケクを脱出。これを受けてローザ・オトゥンバエヴァを首班とする暫定政府が樹立され、アタンバエフはその副首相に任ぜられた。同年7月13日辞任。
同年12月17日、再び首相に就任した。

### 大統領就任
2011年8月、大統領選挙に出馬を表明。大統領選の期間はオムルベク・ババノフが首相職を代行した。10月30日に行われた大統領選挙では63％の得票率で当選した。12月1日に就任、同時に首相を退任した。
2013年2月に訪日し安倍晋三内閣総理大臣と会談した。
2013年9月13日、ビシュケクで上海協力機構加盟国首脳理事会を主催した。9月21日にはブリュッセルを訪れ、欧州連合および北大西洋条約機構の首脳と会談した。
2014年6月、マナス国際空港に置かれていたアメリカ空軍のマナス空軍基地が閉鎖。これはアタンバエフの大統領当選時からの公約であった。
2015年5月、 ロシア、 ベラルーシ、カザフスタン、アルメニアによるユーラシア経済連合に参加。
2015年8月、北京市の天安門広場で行われた中国人民抗日戦争・世界反ファシズム戦争勝利70周年記念式典に出席し、行進するキルギス共和国軍を閲兵した。
2016年4月、ソーロンバイ・ジェーンベコフを首相に登用。
2016年6月、ジョージ・ソロスは「汚職に無縁の大統領がいることはキルギスにとって幸運なことだ」と述べた。
2017年5月には中国の一帯一路をテーマとした一帯一路国際協力サミットフォーラムに出席した。
2017年11月24日、任期満了で退任した。11月27日、後任のジェーンベコフ大統領により「キルギス共和国英雄」の称号を与えられた。

### ジェーンベコフとの不和と収監
ジェーンベコフ新大統領はアタンバエフの寵臣ともいえる存在であり、大統領選においても支持を表明していた。南部のオシ州出身のジェーンベコフの首相登用や次期大統領への推挙することで、キルギスの南北分断の解決の一助となると考えていたと語っている。しかしジェーンベコフの大統領就任後、関係は悪化の一途をたどった。ジェーンベコフはアタンバエフが登用した政府高官を次々と解任し、アタンバエフ政権時の汚職について調査を進め、逮捕に至るケースもあった。
2018年3月31日、アタンバエフの属するキルギス社会民主党の党大会が行われ、アタンバエフが党首に選出された。引き続いてアタンバエフは大統領退任後初となる報道会見を行った。政治活動については、社会民主党の重要性を強調し、政治の場への復帰を示唆した。ジェーンベコフについては縁故主義を問題視し「23年の付き合いで、兄貴分として言うべきことは言わねばならない」と述べた。
2018年5月、前大統領としての不訴追特権をはく奪する請求がなされた。
2019年3月末、キルギス社会民主党は分裂し、アタンバエフらは対抗野党と合流することとなった。
2019年6月27日、大統領在任時の汚職、権力乱用、不当利得を理由に、アタンバエフの前大統領としての地位及び不訴追特権をはく奪する法案が可決された。
2019年8月8日、大統領在任時の汚職関与、書類偽造などの容疑で政府の治安部隊により拘束された。支持者と治安部隊の間で銃撃戦が行われ治安部隊員1名が死亡し、100名以上が負傷した。
2020年6月、汚職罪で11年2ヶ月の禁固刑を言い渡され収監された。
同年10月4日、総選挙の不正に端を発する反政府デモが広がり、議会議事堂や政府庁舎が襲撃された。10月6日、アタンバエフは反政府デモ隊によって解放された。10月10日、サディル・ジャパロフが首相に選出された。同日、アタンバエフは暴動を組織した容疑で治安機関の特殊部隊に拘束された。10月15日、ジェーンベコフは大統領を退き、ジャパロフが大統領代行を引き継いだ。
2022年3月23日、アタンバエフに対する公判が行われた。弁護士によると、体調がすぐれない中、裸足と下着の状態で引きずり出され無理やりに連行されたという。実際、寒い時期であるにもかかわらず半袖Tシャツ1枚の格好であった。3月24日に国立拷問防止センターの職員が市民団体代表と共にアタンバエフを訪れた際、多数の擦り傷や打撲痕が確認された。アタンバエフにはもともと心臓と脊椎に持病があり、特に心臓に関しては、収監や公判に耐えられる状態ではないとの医師の診断がなされていた。
4月、社会主義インターナショナルのルイス・アヤラ事務総長がアタンバエフを訪れ、危機的な健康状態にあることを確認し、5月14日に早急な治療を施すよう求める声明を発表した。
5月25日、アタンバエフは心臓の専門病院へと移送された。その後アタンバエフは拘置所へ移され、経口薬による治療を受けている。

## 人物
前妻との間に4子、現在の妻との間に2子がある。